# سبزپوشان (کوه)
سبزپوشان یکی از کوه‌های استان فارس می‌باشد. این کوه در جنوب شیراز و در چهار کیلومتری چشمهٔ پیربناب قرار گرفته‌است و بقعهٔ امامزاده‌ای در یکی از غارهای موجود در پیکرهٔ آن قرار گرفته‌است.